# Casupá

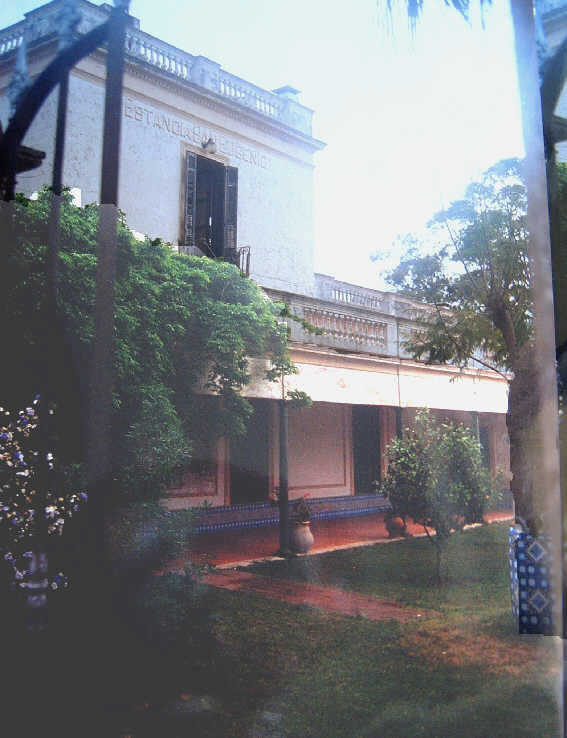
Estancia histórica San Eugenio ubicada en Casupá

Casupá es una localidad uruguaya del departamento de Florida, y es sede del municipio homónimo.

## Ubicación
La localidad se encuentra situada en la zona sureste del departamento de Florida, sobre la cuchilla del Chamizo, próximo a las costas del arroyo Sauce de Casupá y junto a la ruta nacional 7 en su km 110.

## Historia

### Origen del nombre
Hay dos versiones de la procedencia del nombre Casupá, según el historiador Gadea se debe a la presencia de indios minuanes y deriva de Gasupa en nombre de su cacique quien  lo trasmite al arroyo donde residían. Por otro lado el cronista uruguayo Rodolfo Maruca Sosa en su trabajo "La nación charrúa" dice que "Casupá" es una voz de origen guaraní. Según el lingüista paraguayo Francisco Pérez Maricevich que fue director de la Biblioteca Nacional de Paraguay, significa "caa guasu pa, selva grande".

### Primeros tiempos
En 1768 el Cabildo de Montevideo otorgó tierras en la zona a Juan Antonio de Artigas, abuelo del Prócer uruguayo José Gervasio Artigas. Por esta razón la zona de Casupá es conocida como «la tierra de los Artigas». 
Casupá en sus orígenes fue una población de tránsito, por ser una población de pulpería y estación ferroviaria. El surgimiento de la localidad se remonta a enero de 1908 cuando dos inmigrantes catalanes, Isidro Pons y Ramón Juani lo fundaron sobre la parte este de la vía del tren que unía San Ramón con Nico Pérez, haciendo el primer loteo que no superó las 20 manzanas. En 1909 se comenzó a construir la iglesia frente a la plaza. Alberto Gallinal Heber donó el obelisco que está ubicado en la plaza, inaugurándose el 18 de julio de 1955. Otros de los nombres que recibió la localidad fue «Parada Gómez», porque la parada de AFE estaba ubicada en una casa en la cual vivía la familia Gómez. La localidad fue declarada pueblo el 18 de julio de 1924 y pasó a ser villa el 5 de junio de 1956.
Con el transcurso de los años los pobladores fueron nucleándose alrededor de un centro productivo común: la agricultura. La localidad divide dos zonas de características netamente opuestas: hacia el norte está limitada y frenada bruscamente por una gran extensión de pastoreo; por otro lado un cinturón de pequeños agricultores se extiende hacia el sur y el noreste.
Debido al hecho de haber sido fundada junto a la vía férrea que cruza el departamento por la zona este, hacia Cerro Largo, hizo que Casupá creciera comercial, laboral y socio-culturalmente de espaldas a la capital departamental Florida y más vinculado a Montevideo, con la cual se comunicaba con una serie de frecuencias diarias, primero de trenes y luego de ómnibus. Como consecuencia de lo anterior, se fueron creando instituciones que repercutirían en la vida local y zonal, tanto en lo económico como en lo social
y cultural, entre ellos: la Caja Popular, luego Banco Unido de Casupá; la Liga Local de Fútbol; el Club Social y fundamentalmente el Liceo Popular, luego oficializado.
A fines de la década del 60, el apogeo casupense comenzó a declinar, por múltiples factores, y la integración departamental se fue haciendo más real y evidente, mejorando los medios de transportes que comunicaban con Florida.

### Paso de los troncos
Nombre dado antiguamente al paso del arroyo Casupá que separa los departamentos de Florida y Lavalleja.
Este paso era usado por las carretas y diligencias para unir el pueblo de Casupá con la ciudad de Minas en el pasado. En 1939 en que el gobierno construye un puente de material.
Tiene un significado histórico ya que Manuel Francisco Artigas el 23 de abril de 1811 parte con 300 gauchos armados desde su estancia en el Paso de los Troncos sobre el arroyo Casupá para luego participar en la Batalla de Las Piedras. 
Actualmente existe una sociedad tradicionalista con su nombre y un monolito emplazado en 1961 en la cabecera izquierda del puente sobre dicho arroyo que recuerda el hecho. También desde este sitio partiría Pantaleón Artigas, sobrino del prócer e hijo de Manuel Francisco Artigas y oriundo de estos lugares en compañía de Joaquín Artigas para integrarse al grupo de patriotas que desembarcaran en la Agraciada el 19 de abril de 1825.

## Historia reciente
Por medio de la ley N.º 18.653 del 15 de marzo de 2010 se creó el municipio de Casupá, que se corresponde con el distrito electoral QDC del departamento de Florida.o= 30 de noviembre de 2013|apellido= Poder Legislativo|fecha= 11 de marzo de 2010}}</ref>

## Población
Según el censo del año 2011 la localidad contaba con una población de 2402 habitantes.
| 2044          | 2330 | 2351 | 2593 | 2668 | 2402 |
| (Fuente: INE) |      |      |      |      |      |

## Actividad económica
Las actividades en servicios públicos abarcan un extenso sector de la población; el resto dedica sus esfuerzos a tareas rurales o trabajos de distinta índole en la villa, en su mayoría con bajas remuneraciones.
Su actividad agropecuaria gira en torno a la Agricultura, ganadería y la producción lechera.

## Medios de transporte
Casupá  cuenta con varias líneas de transporte carretero ya sea departamental o interdepartamentales.
Departamental: operan las empresas OPAC, Gabard y Ciudad de Florida.
Interdepartamental: operan las empresas CITA, TURISMAR, CHEVIAL Y NUÑEZ

### Radio
- 94.1 MHz Casupá FM
- 90.3 MHz FM del Este

### Televisión
- Canal 3 "Del Este". (Transmisión sin horarios fijos)

## Atractivos
Desde 2003 se lleva a cabo la fiesta folclórica llamada «En la tierra de los Artigas, Casupá le canta al prócer» en homenaje a él.
Sobre el camino que lleva a la ciudad de Minas, y junto al arroyo Casupá la zona es conocida como "Las Mangueras de Artigas", allí se ubica un camping que lleva el mismo nombre. Fue declarado Patrimonio Histórico Nacional en 2005.

## Instituciones educativas
- Escuela pública Nº34 Manuel Francisco Artigas.
- Colegio San José.
- Liceo "Ramon Goday"